# Дейв Шапел
Дейвид Кари Уебър Шапѐл (на английски: David Khari Webber Chappelle; роден на 24 август 1973 г.) е американски стендъп комедиант и актьор. Изпълнява главната роля в „Шоуто на Шапел“ (2003 – 2006), на което е и съсъздател, но го напуска по средата на продукцията на третия сезон. След прекъсване на работа Шапел се завръща към стенъп комедията и изнася шоута в цяла Северна Америка. През 2006 г. списание „Ескуайър“ го нарича „комедийният гений на Америка“, а през 2013 г. списание „Билборд“ го нарича „най-добрия“. През 2017 г. „Ролинг Стоун“ го поставя на девето място в класацията си на „50-те най-добри комици за всички времена“.

## Частична филмография
- „Робин Худ: Мъже в чорапогащи“ (1993) – Апчих
- „Домашен ремонт“ (1995, 1 епизод) – Дейв
- „Смахнатият професор“ (1996) – Реджи Уорингтън
- „Въздушен конвой“ (1997) – Джо „Пинбол“ Паркър
- „Д-р Кац, професионален терапевт“ (1997, 1 епизод) – Дейв (глас)
- „Имате поща“ (1998) – Кевин Джаксън
- „Ченгето в мен“ (1999) – Тъли
- „Брат под прикритие“ (2002) – Братът конспиратор
- „Роди се звезда“ (2018) – Джордж „Нудълс“ Стоун